# Beurré Hardy
Beurré Hardy is een oud perenras waarvan de vruchten geschikt zijn voor consumptie als handpeer. De peer is middelgroot tot groot (gewicht 130 to 200 g), kegelvormig, en heeft een tamelijk dikke matte/ruwe groengeel tot gele schil. Het vruchtvlees heeft een geelwitte kleur, sappig, zeer aromatisch en geurig. De peer wordt geoogst in Nederland vanaf begin september en kan (gekoeld) relatief kort bewaard worden tot oktober. De vrucht is snel beurs vergeleken met andere peren.
'Beurré Hardy' werd rond 1820 door de Franse kweker M. Bonnet, Boulogne-sur-Mer geselecteerd en kwam circa tien jaar daarna op de markt.